# Acmenychus caucasicus
Acmenychus caucasicus es un coleóptero de la familia Chrysomelidae.
Fue descrita científicamente por primera vez en 1878 por Heyden.